# Surbo
Surbo es una localidad italiana de la provincia de Lecce, región de Puglia, con 14.510 habitantes.

## Evolución demográfica
| Gráfica de evolución demográfica de Surbo entre 1861 y 2001 |
|                                                             |
| Fuente ISTAT - elaboración gráfica de Wikipedia             |